# Epicauta cinctipennis
Epicauta cinctipennis es una especie de coleóptero de la familia Meloidae.

## Distribución geográfica
Habita en México y Estados Unidos.